# Arcidiecéze Dili
Arcidiecéze Dili (latinsky Archidioecesis Diliensis) je římskokatolická metropolitní arcidiecéze na území Východního Timoru se sídlem v Dili. Její katedrálou je kostel Neposkvrněného Početí.

## Historie
Arcidiecéze byla založena v roce 1940 vyčleněním z teritoria diecéze Macao, původně byla podřízena arcidiecézi Goa e Damão. V roce 1976 byla podřízena bezprostředně Svatému Stolci. Po vyčlenění diecéze Baucau (1996) a diecéze Maliana (2010) byla v roce 2019 povýšena na metropolitní arcibiskupství.